# 奋斗街道 (大庆市)
奋斗街道，是中华人民共和国黑龙江省大庆市让胡路区下辖的一个街道办事处。

## 行政区划
奋斗街道下辖以下地区：
西静社区、科技园社区、西苑社区、富康社区、奋斗社区、西杨社区、北湖馨苑社区、西虹社区、科研社区、康乐社区、后龙岗社区和华圣社区。